# Władysław Jagiełło (1919–1987)

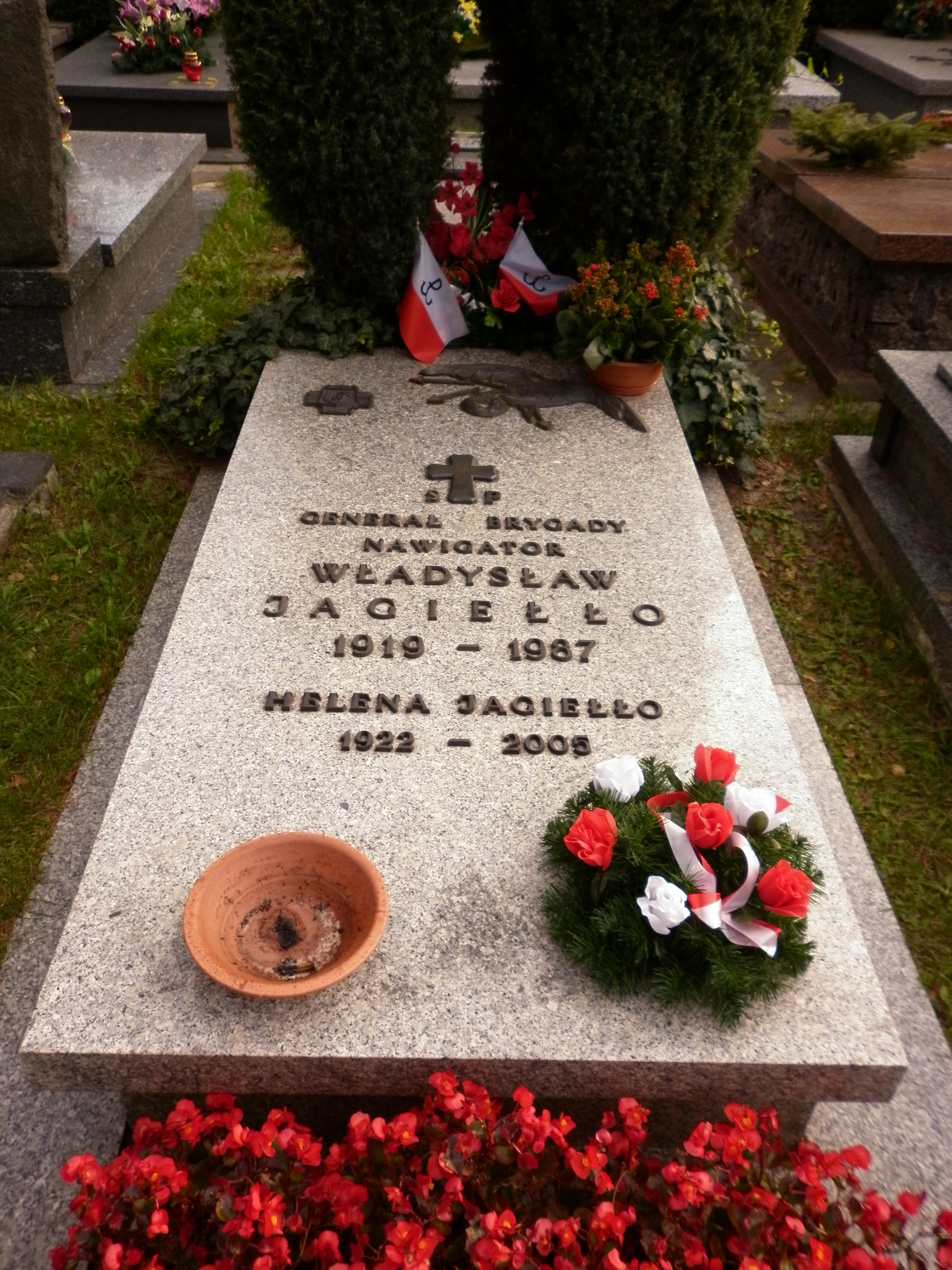
Grób Władysława Jagiełły na Cmentarzu Wojskowym na Powązkach

Władysław Jagiełło (ur. 17 maja 1919 w Edwardowie, zm. 30 sierpnia 1987 w Warszawie) – generał brygady ludowego Wojska Polskiego.

## Życiorys
Urodził się w rodzinie Wacława, w latach 1920–1921 żołnierza WP, a następnie policjanta, podczas okupacji żołnierza AK, i Stefanii z Gutowskich. W 1938 skończył Państwowe Gimnazjum i Liceum im. Marii Rodziewiczówny w Kobryniu i zdał maturę. W latach 1938–1939 w Szkole Podchorążych Rezerwy Piechoty przy 30 Dywizji Piechoty w Brześciu nad Bugiem, po ukończeniu której został awansowany na kaprala podchorążego i skierowany na praktykę do 83 Pułku Strzelców Poleskich w Kobryniu.

### II wojna światowa
Uczestnik wojny obronnej 1939 jako dowódca plutonu piechoty w 183 Pułku Piechoty 60 Dywizji Piechoty Rezerwy „Kobryń” Samodzielnej Grupy Operacyjnej „Polesie” gen. Franciszka Kleeberga. Walczył z oddziałami niemieckimi, a po 17 września 1939 także radzieckimi. 6 października 1939 dostał się do niemieckiej niewoli pod Kockiem i został osadzony w stalagu VII A Mosburg w Bawarii, a jesienią 1940 w obozie przejściowym k. Częstochowy, skąd zbiegł do Warszawy. Pracował jako konduktor, a następnie jako monter telefoniczny w telekomunikacji. 1 marca 1941 wstąpił w Warszawie do Związku Walki Zbrojnej – Armii Krajowej, gdzie był sierżantem podchorążym i instruktorem piechoty w szkole podoficerskiej i szkole podchorążych. Uczestnik powstania warszawskiego jako dowódca drużyny i dowódca plutonu w batalionie „Parasol”. Szóstego dnia powstania ranny w prawą nogę i ramię na Woli. W końcu sierpnia, pomimo niezaleczenia ran walczył na Starym Mieście, a później na Czerniakowie. Po upadku powstania wzięty do niewoli, zbiegł z transportu kolejowego k. Radomska.

### Okres powojenny
W marcu 1945 wstąpił ochotniczo do ludowego WP we Włochach k. Warszawy. W czerwcu 1945 mianowany podporucznikiem. Początkowo służył w 1 Dywizji Szkolnej w Warszawie, gdzie był dowódcą plutonu w 5 kompanii 1 batalionu 13 szkolnego pułku piechoty. Od września 1945 był dowódcą kompanii w 65 Pułku Piechoty 18 Dywizji Piechoty w Białymstoku. Brał udział w zwalczaniu zbrojnego podziemia niepodległościowego na Białostocczyźnie. Między 29 grudnia 1945 a 13 listopada 1946 przebywał na kursie dowódców kompanii w Centrum Wyszkolenia Piechoty w Rembertowie, który ukończył jako prymus ze stopniem kapitana. W 1946 przebywał na kursie szefów sztabu pułków lotniczych w Oficerskiej Szkole Lotniczej (OSL) w Dęblinie, który ukończył ze stopniem majora. W trakcie kursu przeszedł także przeszkolenie w powietrzu jako nawigator. Po ukończeniu kursu pozostał w szkole na stanowisku pomocnika szefa sztabu, a od września 1947 był szefem sztabu OSL. W sierpniu 1948 objął stanowisko szefa sztabu 3 pułku lotnictwa myśliwskiego w Gdyni-Babich Dołach. Od kwietnia 1949 ponownie w Oficerskiej Szkole Lotniczej, gdzie był szefem sztabu szkoły, a po reorganizacji i likwidacji tego stanowiska – szefem Wydziału Ogólnego i instruktorem organizacji armii, następnie kierownikiem Cyklu Taktyki. Od 6 grudnia 1950 szef sztabu 5 Dywizji Lotnictwa Myśliwskiego na lotnisku Babice w Warszawie, od jesieni 1951 w stopniu podpułkownika. 22 października 1954 został szefem sztabu 3 Korpusu Lotnictwa Myśliwskiego w Poznaniu (od lipca 1955 w stopniu pułkownika), a od 29 listopada 1954 do 31 lipca 1956 p.o. dowódcy tego korpusu. Od 31 lipca 1956 szef sztabu 3 Korpusu Lotnictwa Mieszanego w Poznaniu. Od grudnia 1956 zastępca szefa sztabu ds. operacyjnych, a od 18 listopada 1957 szef sztabu Dowództwa Wojsk Lotniczych i Obrony Przeciwlotniczej Obszaru Kraju.
Od lipca 1960 do lipca 1962 studiował w Wojskowej Akademii Sztabu Generalnego Sił Zbrojnych ZSRR im. K. Woroszyłowa w Moskwie, po czym został dowódcą 1 Korpusu Obrony Powietrznej Kraju. Na mocy uchwały Rady Państwa PRL z 6 października 1962 mianowany generałem brygady; nominację wręczył mu w Belwederze 12 października 1962 przewodniczący Rady Państwa PRL Aleksander Zawadzki. Od 10 lutego 1964 szef sztabu Inspektoratu Lotnictwa, od 29 kwietnia 1966 zastępca szefa Inspektoratu Lotnictwa ds. szkolenia. Po utworzeniu Dowództwa Wojsk Lotniczych, od grudnia 1967 zastępca dowódcy Wojsk Lotniczych ds. techniki i zaopatrzenia. W grudniu 1969 został urlopowany z WP w związku z objęciem obowiązków prezesa Zarządu Głównego Aeroklubu PRL. Równolegle przed dwie kadencje był wiceprezydentem Międzynarodowej Federacji Lotniczej (FAI). Funkcję prezesa Aeroklubu PRL pełnił do maja 1978, po czym został skierowany do dyspozycji ministra obrony narodowej. W lipcu 1979 pożegnany przez wiceministra obrony narodowej gen. broni Józefa Urbanowicza i przeniesiony w stan spoczynku.
Mieszkał w Warszawie. Od 1947 żonaty z Heleną z domu Kuty (1922–2005), 1 syn i 2 córki.
Zmarł w Warszawie. Pochowany 4 listopada 1987 na cmentarzu Wojskowym na Powązkach w Warszawie (kwatera B4-7-16) z udziałem m.in. wiceministra obrony narodowej, Głównego Kwatermistrza WP gen. broni Włodzimierzem Oliwy oraz wiceprezesa ZG ZBoWiD gen. dyw. Franciszka Księżarczyka. W imieniu żołnierzy Wojska Polskiego zmarłego pożegnał dowódca Wojsk Lotniczych gen. dyw. pil. Tytus Krawczyc.
Jako szef sztabu 5 dywizji był współtwórcą jej sukcesów jako pierwszej dywizji myśliwskiej wyposażonej w samoloty odrzutowe. W 1959 był szefem sztabu defilady lotniczej nad Warszawą z okazji święta 22 lipca.

## Awanse
W trakcie służby w WP, AK i LWP otrzymywał awanse na kolejne stopnie wojskowe:
- kapral podchorąży – 1939
- sierżant podchorąży AK – 1944
- podporucznik – 1945
- kapitan – 1946 (z pominięciem stopnia porucznika)
- major – 1946
- podpułkownik – 1951
- pułkownik – 1955
- generał brygady – 1962

## Ordery i odznaczenia
- Order Sztandaru Pracy II klasy (1963)
- Krzyż Komandorski Orderu Odrodzenia Polski (1968)
- Krzyż Kawalerski Orderu Odrodzenia Polski (1957)
- Krzyż Walecznych (6 grudnia 1946)[3]
- Krzyż Partyzancki (1958)
- Warszawski Krzyż Powstańczy (1981)
- Srebrny Krzyż Zasługi (1946)
- Medal 40-lecia Polski Ludowej
- Medal 30-lecia Polski Ludowej
- Złoty Medal „Siły Zbrojne w Służbie Ojczyzny”
- Srebrny Medal „Siły Zbrojne w Służbie Ojczyzny”
- Brązowy Medal „Siły Zbrojne w Służbie Ojczyzny”
- Medal 10-lecia Polski Ludowej
- Złoty Medal „Za zasługi dla obronności kraju”
- Srebrny Medal „Za zasługi dla obronności kraju”
- Brązowy Medal „Za zasługi dla obronności kraju”
- Krzyż „Za Zasługi dla ZHP” (1973)
- Odznaka „Zasłużony Działacz Kultury Fizycznej” (1966)[4]
- Odznaka "100-lecia sportu polskiego" (1967)[5]
- Medal "50-lecia lotnictwa sportowego w Polsce" (1969)[6]
- Odznaka Honorowa Gryfa Pomorskiego (1970)[7]
- Pamiątkowa odznaka XX-lecia Oficerskiej Szkoły Lotniczej (1965)
- Order Czerwonego Sztandaru (ZSRR, 1968)
- Medal „Za zwycięstwo nad Niemcami w Wielkiej Wojnie Ojczyźnianej 1941–1945” (ZSRR)